# Historia de Poniente (Canción de hielo y fuego)
Véase también: Guerras en Canción de hielo y fuego
Poniente es un continente ficticio que aparece en la saga de literatura fantástica Canción de hielo y fuego del escritor George R. R. Martin. Su historia es extensa y compleja: abarca más de 12.000 años y hay referencias a ella en todos los libros de la serie. La siguiente línea temporal aproximada está dada en relación con el Desembarco de Aegon y usa números negativos para los sucesos anteriores.

## Edad del Amanecer (antes de -12,000)
En la Edad del Amanecer, Poniente estaba habitado por los Hijos del Bosque, unas pequeñas criaturas mitológicas, y posiblemente por Gigantes en el lejano norte.

## Hacia -12,000
Los Primeros Hombres llegan a Poniente desde el continente oriental, a través de un puente de tierra que conectaba los dos continentes. Los Primeros Hombres introdujeron el bronce, escudos de cuero y los caballos. Tras los conflictos iniciales, que incluyeron la destrucción del puente de piedra (conocido como el Brazo Roto), los Primeros Hombres llegaron a una tregua con los Hijos y firmaron el Pacto en la Isla de los Rostros, que trajo unos cuatro mil años de paz en Poniente. Los Primeros Hombres adoptaron los dioses de los Hijos, los dioses sin nombre del bosque. La fortaleza de Foso Cailin se construyó hace unos 10,000 años.

## La Larga Noche (Edad de los Héroes, hacia -8000)
Durante un terrible invierno que parece durar toda una generación, una demoníaca raza llamada simplemente "los Otros" (creados por los Hijos del Bosque), invade Poniente desde el norte, y casi destruye a la humanidad. Finalmente una alianza de hombres armados con fuego y armas de obsidiana y guiados por un héroe, llamado "Azor Ahai" según la tradición, derrota a los Otros en la Guerra del Amanecer. Azor Ahai porta una gran espada de fuego, llamada Portadora de Luz. Este es el tiempo en el que se construye el Muro, una gigantesca fortificación al norte, discurriendo de costa a costa del continente, que protege a la humanidad de las amenazas de más al norte. Para dirigirlo y protegerlo se crea la Hermandad de la Guardia de la Noche. De acuerdo con otras leyendas, en este periodo es cuando se construye también Bastión de Tormentas al sur, e Invernalia es construida por el diseñador del Muro, Brandon el Constructor, que se convierte en el primer Rey del Norte.

## Posterior a -8,000
El decimotercer Lord Comandante de la Guardia de la Noche es seducido por una salvaje de más allá del Muro y se convierte en el Rey de la Noche, usando la Guardia como su ejército personal. La Casa Stark de Invernalia y el Rey-Más-Allá-del-Muro, Joramun, unen sus fuerzas para derrotar al Rey de la Noche y restaurar el honor de la Guardia. Este Joramun debe ser el mismo que encontró el Cuerno del Invierno, que se dice que sirve para levantar a los gigantes de la tierra.

## hacia -6,000
Siete seres sagrados aparecen en las Colinas de los Ándalos del continente oriental, en apariencia los avatares de un dios supremo. La gente de las colinas empieza a adorarlos. Los Ándalos, como se les conoce, invaden Poniente con armas de acero y la nueva religión de los Siete. Luchan contra los Primeros Hombres y los Hijos del Bosque, terminando por extinguir a los últimos, por lo menos al sur del Muro. Tras siglos de luchas, los Ándalos establecieron seis reinos al sur, mientras que el norte siguió en poder de los Primeros Hombres, gracias a la situación estratégica de Foso Cailin, capaz de resistir todos los intentos de captura, y sirviendo desde entonces como puerta entre el norte y el sur.

## Hacia -5,000
Los pastores de Valyria descubren que hay nidos de dragones en los Catorce Fuegos, un gran anillo de volcanes en la Península de Valyria. Doman a los dragones y los usan para crear un gran imperio, derribando al imperio rival de Ghis cinco veces antes de su destrucción final. Comienza el dominio valyrio.

## Hacia -1,700
Un guerrero de Dorne forja una gran espada poderosa a partir de un meteorito. Esta espada, Amanecer, se convierte en la mayor heredad de la Casa Dayne. El castillo de Campoestrella recibe su nombre en conmemoración.

## Hacia -700
La lenta expansión hacia el oeste del Imperio Valyrio les lleva a las orillas de gran río Rhoyne, un gran valle fluvial cerca de la costa oeste del gran continente. Destruyen la ciudad de Anar cuando se niega a rendirse. Nymeria, la reina-guerrera de las ciudades-estado de los Rhoynar, evacúa a su gente en diez mil naves que cruzan el Mar Angosto y desembarcan en Dorne. Los Rhoynar, que logran una alianza con Lord Mors Martell mediante el matrimonio de éste con Nymeria, unifican el territorio bajo el poder de Lanza del Sol y establecen a la Casa Martell como los gobernantes de Dorne. Mors adopta el título Rhoynar de "Príncipe" en vez de "Rey". Los Rhoynar no traen demasiados problemas políticos, aunque Dorne está bastante influenciado por sus costumbres, como la primogenitura sin discriminación de sexo.

## Hacia -500
El Imperio Valyrio conquista la zona sur de lo que serán las Ciudades Libres. Una secta religiosa, las Cantoras Lunares, guía a varios miles de refugiados a una remota laguna al norte, protegida entre montañas y nieblas, y allí fundan la Ciudad Secreta de Braavos. Posteriormente construyen el Titán de Braavos, una gigantesca estatua que también sirve como fortificación defensiva.

## Hacia -200
El Imperio Valyrio se anexiona la isla de Rocadragón, situada en el Mar Angosto entre las Ciudades Libres y Poniente. Una noble familia Valyria, la Casa Targaryen, toma el control de la isla.

## Hacia -100
Tiene lugar la Caída de Valyria. La naturaleza del Cataclismo no está clara, salvo que hay una gran actividad volcánica. La Península de Valyria es destruida, y la ciudad de Valyria queda en ruinas, aunque no destruida completamente. Los dragones de Valyria desaparecen casi por completo. El Imperio Valyrio se divide. Las ciudades costeras se declaran independientes, pasando a llamarse las Ciudades Libres. Braavos también se rebela junto al resto de las ciudades, y con el tiempo se termina convirtiendo en la más poderosa de todas, gracias a su vasta flota y poder económico. Las ciudades de la Bahía de los Esclavos se independizan de nuevo, aunque el poder de Ghiscari se está reconstruyendo de nuevo en el sur. Los guerreros nómadas de los vastos llanos del este se vuelven más osados por la Caída de Valyria y su principal tribu, los Dothraki, empieza a saquear las tierras limítrofes. Los Targaryen permanecen a salvo en Rocadragón, como los guardianes de los que son posiblemente los tres últimos dragones en todo occidente.

## Año 1 Tras el Desembarco - La Conquista
Un siglo tras la Caída de Valyria, Aegon Targaryen invade, somete y unifica Poniente bajo su bandera y construye una nueva capital en el lugar donde desembarcó su ejército, llamándola Desembarco del Rey. No consigue conquistar Dorne y le permite permanecer independiente. Con la destrucción del Rey Tormenta, Argilac el Arrogante, y la muerte del último Rey del Dominio, el control de Bastión de Tormentas pasa al medio-hermano bastardo de Aegon, Orys Baratheon, y el de Altojardín a Lord Harlen Tyrell. Edmyn Tully de Aguasdulces es nombrado Señor del Tridente y Vickon Greyjoy de Pyke se convierte en el Señor de las Islas del Hierro.

## Año 37
Tras la muerte de Aegon, La Fe de los Siete se rebela contra los Targaryen. El Rey Aenys designa a su hermano y heredero, Maegor, para que se encargue de la crisis.

## Año 48
Muerte del Rey Maegor el Cruel. El Rey Jaehaerys acaba con la rebelión gracias a la diplomacia, prometiendo amnistía si la Fe Militante se disuelve. Aceptan. Jaehaerys es conocido como 'El Conciliador'.

## Años 129-131
La Danza de los Dragones: la primera guerra civil de Poniente, entre Aegon II Targaryen y su medio-hermana Rhaenyra Targaryen por el control del Trono de Hierro. Muchas ramas menores de la Casa Targaryen y la mayoría de los dragones desaparecen en este conflicto. Tras la muerte de Rhaenyra, la guerra continua en nombre de su hijo, Aegon III. Cuando Aegon II muere sin descendencia, la guerra termina, siendo coronado Aegon III. El último dragón de los Targaryen muere durante el reinado de Aegon III, lo que le valió el título de "el Funesto" y "Veneno de Dragón", ya que corrió el rumor de que lo había envenenado, por el odio que le tenía a los dragones tras ver de pequeño como uno de ellos quemaba viva a su madre Rhaenyra. Quedan tres huevos de piedra, que los Targaryen son incapaces de incubar.

## Años 157-161
El reinado de Daeron I, el Niño Rey, que conquista Dorne, pero es incapaz de mantenerlo. Cuarenta mil hombres mueren durante la guerra. El hermano de Daeron, el Rey Baelor, hace la paz con Dorne caminando el Camino de los Huesos descalzo y rescatando a su primo Aemon el Caballero Dragón de un foso de víboras.

## Años 161-171
El reinado de Baelor el Santo, septon y rey. Baelor construye el Gran Septo de Desembarco del Rey, al que posteriormente se le llama el Gran Septo de Baelor. Baelor encierra a sus hermanas en la Bóveda de las Doncellas para que la visión de ellas no le tiente con pensamientos carnales. A pesar de esto, su hermana Daena la Desafiante tiene un romance con su primo Aegon (posteriormente Aegon IV) y da a luz un hijo bastardo, Daemon Fuegoscuro.

## Hacia 170
El príncipe Daeron, pariente del Rey Baelor, y la princesa Myriah Martell de Dorne se casan y tienen a su primer hijo, el príncipe Baelor.

## Años 172-184
Reinado de Aegon IV Targaryen, el Indigno. En su lecho de muerte, Aegon IV legitima a sus 'Grandes Bastardos': Daemon Fuegoscuro, Aegor 'Aceroamargo' Ríos, Brynden 'Cuervo de Sangre' Ríos y Shiera Seastar. Su sucesor es su hijo, Daeron II, pero se pone en duda su legitimidad debido a la estrecha relación de su madre con Aemon el Caballero Dragón.

## Años 195-196
La Rebelión Fuegoscuro tiene lugar, y termina con la batalla del Campo de Hierbarroja. Daemon Fuegoscuro y sus hijos gemelos fueron asesinados por Cuervo de Sangre, pero Aceroamargo consiguió escapar a las Ciudades Libres llevándose consigo Fuegoscuro, la espada heredad de los Targaryen.

## Año 197
Dorne se une formalmente a los Siete Reinos mediante el matrimonio de la hermana de Daeron II con el príncipe Moran Martell.

## Año 209
Tienen lugar los acontecimientos de El caballero errante. El príncipe Baelor 'Rompelanzas' Targaryen, heredero al trono, muere en un juicio por combate. Unos meses más tarde, el rey Daeron II y los dos hijos de Baelor mueren durante la Gran Epidemia Primaveral. El segundo hijo de Daeron II, Aerys I, se convierte en rey. El sobrino del príncipe Baelor, Aegon se convierte en el escudero de un caballero errante, Ser Duncan el Alto, esperando mejorar su entereza.

## Hacia 211
Los acontecimientos de La espada leal tienen lugar. La Casa Webber y la Casa Osgrey se hacen aliados. Cuervo de Sangre ya es la Mano del Rey, lo que enfada al príncipe Maekar, hermano de Aerys y del difunto Baelor.

## Hacia 212
Los acontecimientos de El caballero misterioso tienen lugar. Daemon, hijo de Daemon Fuegoscuro, acude con un pseudónimo a las justas celebradas en Whitewalls. Sus contrincantes son sobornados con el fin de que se proclame vencedor y se lleve el premio, un huevo de dragón, iniciando una segunda rebelión de los Fuegoscuro. Tras ser derribado, Ser Duncan se entera de que hay oro rebelde circulando en el torneo y Aegon desaparece. El último contrincante, que parecía invencible e incorruptible, es acusado de asesinato y robo para quitarlo de en medio, pero Ser Duncan sale en su defensa desenmascarando la conspiración para proclamar vencedor a Daemon, que finalmente resulta derrotado. Cuervo de Sangre, que ya vigilaba la sospechosa reunión, acude con un pequeño ejército, desmantelando la rebelión antes de que nazca y capturando a Daemon.

## Años 221-233
Reinado del Rey Maekar después de que Aerys muera sin descendencia. Durante el reinado de Maekar su hijo mayor Daeron muere de viruela y su segundo hijo Aerion 'Llamabrillante' muere tras beber fuego valyrio. Su tercer hijo, Aemon, viaja a Antigua para convertirse en maestre. Maekar muere luchando contra un rey de bandidos. Aemon rechaza la corona y se exilia al Muro. El príncipe Aegon se convierte en Aegon V, el Improbable, ya que es el cuarto hijo de un cuarto hijo. Cuervo de Sangre es exiliado al Muro, donde posteriormente llegará a ser Lord Comandante.

## ca. 255-260
La Guerra de los Reyes Nuevepeniques empieza cuando la Banda de los Nueve, que incluye a Maelys Fuegoscuro, conquista la Ciudad Libre de Tyrosh y el Paso de Piedra antes de planear el ataque a los Siete Reinos. Ser Barristan Selmy mata a Maelys. Ser Brynden Tully destaca en la guerra.

## Años 259-262
La Tragedia de Refugio Estival. El palacio de verano de los Targaryen arde. El rey Aegon V muere entre otros. El nieto de Aegon, Aerys y su esposa-hermana Rhaella tienen al príncipe Rhaegar Targaryen. Jaehaerys II sucede a Aegon pero muere pocos años después. Aerys II se convierte en rey, nombrando al joven Tywin Lannister como Mano suya.

## Hacia 270-280
El rey Aerys rechaza la oferta por parte de Tywin Lannister de la mano de su hija Cersei para el príncipe Rhaegar, y casando a Rhaegar con la princesa Elia Martell de Dorne. El Desafío de Bosquesombrío tiene lugar cuando la Casa Darklyn se niega a pagar impuestos al Trono de Hierro. Aerys, ansioso por arreglar la situación por sí mismo, acaba siendo tomado como prisionero. Bosquesombrío es asediado durante seis meses hasta que Ser Barristan Selmy logra liberar al rey. La Casa Darklyn es destruida y la Casa Rykker ocupa sus propiedades. Se dice que fue el Desafío lo que llevó a Aerys a la locura. En esta época el príncipe Rhaegar empieza a escribirse con Aemon Targaryen, maestre del Castillo Negro, y se pregunta si es él "El Príncipe Que Fue Prometido", el que renacería para luchar contra la gran oscuridad cuando esta volviese. Posteriormente deciden que el príncipe es en realidad el hijo recién nacido de Rhaegar, Aegon.

## Año 281
El año de la Falsa Primavera. Derrota de la Hermandad del Bosque Real por un grupo de caballeros encabezado por un destacamento de la Guardia Real. Arthur Dayne mata al líder de la Hermandad. Jaime Lannister se destaca en la batalla y es nombrado caballero. Lord Whent celebra un gran torneo en Harrenhal, donde el Príncipe Rhaegar Targaryen se distingue en el combate, pero nombra a Lyanna Stark de Invernalia (prometida a Robert Baratheon) como Reina del Amor y la Belleza, en vez de a su propia esposa. Eddard Stark se encuentra allí y se hace amigo de Howland Reed de la Atalaya de Aguasgrises. Jaime pasa a ser miembro de la Guardia Real y es desheredado por su padre. Tywin Lannister renuncia a ser Mano del Rey como protesta, y regresa a Roca Casterly.

## Años 282-283 - Guerra del Usurpador
Rhaegar Targaryen secuestra a Lyanna Stark en Desembarco del Rey. El padre y el hermano de Lyanna le exigen a Aerys que castigue a su hijo, pero en vez de eso, el Rey Loco los mata a ambos. Eddard Stark, Robert Baratheon y su mentor, Jon Arryn, se alzan en rebelión, ya que Jon Arryn prefirió levantarse en rebelión que entregar a sus dos pupilos, lo cual indica que fue la verdadera causa de la rebelón de Robert y no el hecho de que Lyanna fuera secuestrada. Robert reclama el trono por derecho de descendencia de su bisabuelo, Aegon V Targaryen quien caso a su hija con un Baratheon. Esto marca el comienzo de la Guerra del Usurpador, también llamada la Rebelión de Robert. Hoster Tully accede a unirse a la rebelión por el matrimonio de sus hijas, Catelyn y Lysa, con Eddard Stark y Jon Arryn, respectivamente. Los Tyrell permanecen leales al rey, y asedian el castillo de Robert, Bastión de Tormentas, que defiende su hermano Stannis. La Mano del Rey, que es Jon Connington de Nido del Grifo, es derrotado en la batalla de las Campanas y es exiliado a las Ciudades Libres. El ejército rebelde derrota a los leales en la Batalla del Tridente. El príncipe Rhaegar es asesinado por Robert Baratheon durante la batalla. Los Lannister aparentan acudir a Desembarco del Rey por la llamada del Rey Aerys, pero en cambio, una vez dentro de la ciudad se revuelven contra él y la saquean. Jaime Lannister mata al Rey Aerys. Un grupo de soldados de los Lannister, entre los que está Gregor Clegane, asesina brutalmente a la princesa Elia Martell y a sus hijos, Aegon y Rhaenys Targaryen. Sus cuerpos son entregados por Tywin Lannister a Robert Baratheon como muestra de lealtad hacia su causa. Robert acepta estos asesinatos por el odio acérrimo que siente hacia los Targaryen, pero Eddard Stark aborrece el crimen y los dos amigos se separan. Ned Stark prosigue viaje al sur con sus tropas, rompiendo el sitio en torno a Bastión de Tormentas y llegando hasta los límites de Dorne, donde él, Howland Reed y cinco señores más derrotan a los tres miembros más destacados de la Guardia Real, que mantenía prisionera a Lyanna en la Torre de la Alegría. Sin embargo, la hermana de Eddard se está muriendo y no pueden salvarla. La pérdida de Lyanna hace que Ned y Robert se reconcilien. Robert se nombra Rey de Poniente, y se casa con Cersei Lannister. Ned vuelve a su hogar de Invernalia con su hijo bastardo, Jon Nieve. Robert manda a su hermano Stannis a tomar Rocadragón, el último reducto de los Targaryen y donde se encuentran los dos últimos hijos de Aerys. La isla fortaleza cae, pero Ser Willem Darry y 4 leales más a la causa Targaryen huyen con los niños, el príncipe Viserys y la princesa Daenerys, a las Ciudades Libres, más concretamente en una casa que Ser Willem tiene en Braavos.

## Año 289
La rebelión de los Greyjoy: Balon Greyjoy se nombra como Rey de las Islas del Hierro. Es derrotado y dos de sus hijos mueren. El rey Robert acepta su rendición y el hijo superviviente de Baelon, Theon, se convierte en pupilo y rehén de Eddard Stark.

## Año 298
Comienzan los sucesos de Canción de hielo y fuego. Las primeras cuatro novelas se extienden en un periodo de unos dos años o más y concluyen en el año 300 Después del Desembarco.
- Datos: Q5857067